# Stigmaphyllon
Stigmaphyllon é um género botânico pertencente à família Malpighiaceae.

## Espécies
| - Stigmaphyllon aberrans - Stigmaphyllon acuminatum - Stigmaphyllon adenodon - Stigmaphyllon adenophorum - Stigmaphyllon affine | - Stigmaphyllon albiflorum - Stigmaphyllon alternans - Stigmaphyllon alternifolium - Stigmaphyllon alulatum |